# Djasr Kasentina
Djasr Kasentina (în arabă جسر قسنطينة) este o comună din provincia Alger, Algeria.
Populația comunei este de 133.247 de locuitori (2008).